# Moriori (langue)
Ne doit pas être confondu avec Morori.
Cet article concerne la langue moriori. Pour le peuple moriori, voir Moriori.

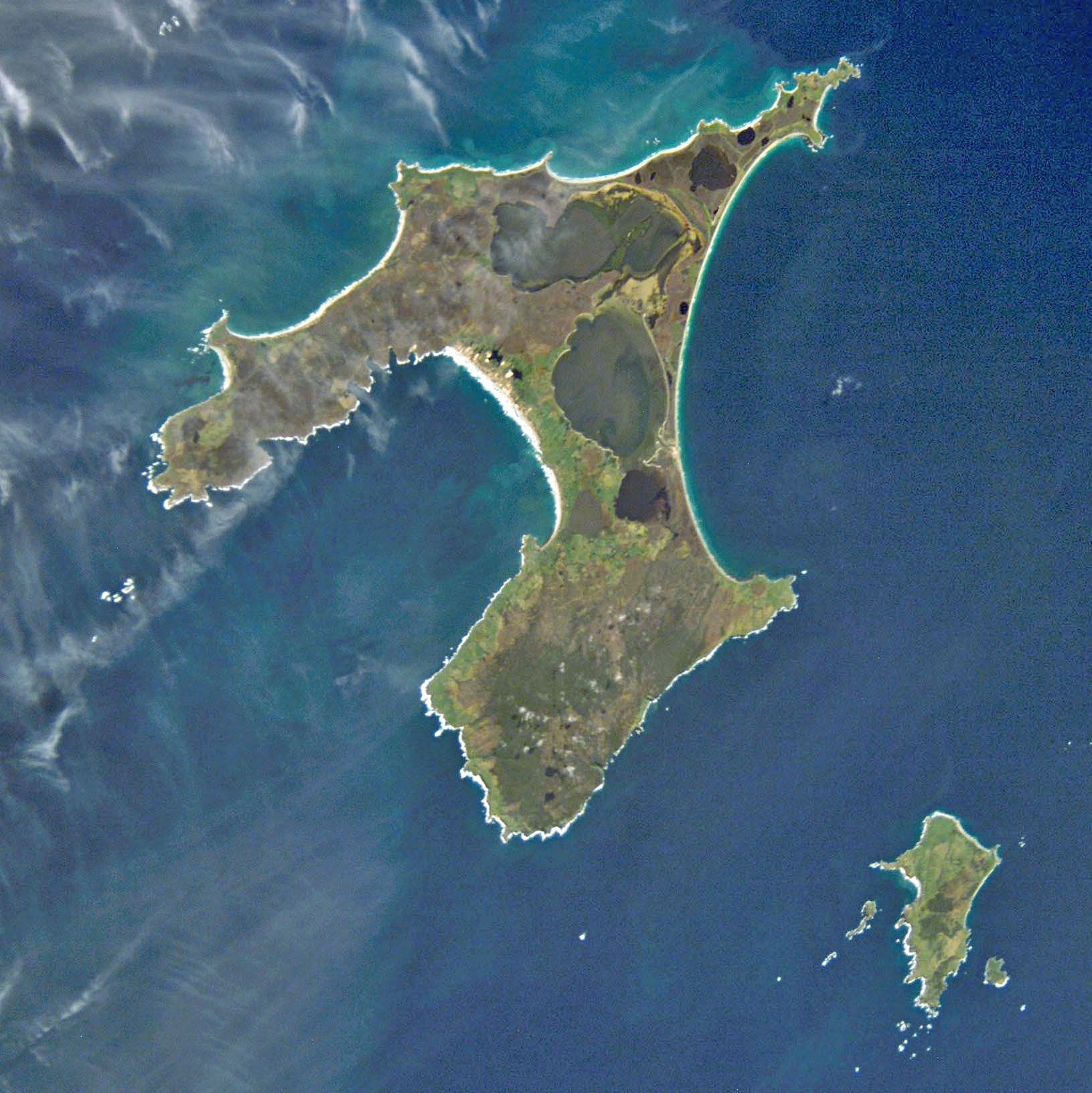
Le moriori était parlé par les Moriori sur les îles Chatham, en moriori Rēkohu.

Le moriori est la langue des Moriori des îles Chatham. Langue polynésienne, elle appartient au groupe central-oriental de la branche malayo-polynésienne des langues austronésiennes et est la langue la plus proche du maori de Nouvelle-Zélande. Remplacée par le maori puis par l'anglais, cette langue est éteinte, même si des tentatives pour la faire revivre sont en cours.

## Histoire

### Installation
Les Moriori se sont installés sur les îles Chatham vers 1500, en deux migrations successives. Après une période de conflits sanglants qui décimèrent la population, le chef Nunuku-whenua interdit toute guerre et les Moriori vécurent en paix, développant leur langue et leur culture propre.
En 1791, un navire britannique fit escale sur l'île Chatham. À partir de 1800, des navires baleiniers passaient régulièrement dans les îles Chatham, apportant des maladies auxquelles les Moriori ne savaient faire face.

### Mort de la langue (XIXesiècle)
En 1835, deux tribus maori (environ 900 personnes) débarquèrent sur l'île peuplée d'environ 2 000 Moriori. Très rapidement, les Maori se montrèrent hostiles, mais les Moriori, fidèles à l'interdiction édictée par Nunuku-whenua, ne combattirent pas. Ils furent décimés et réduits en esclavage par leurs envahisseurs. Les Maori interdirent aux Moriori de se marier entre eux. En 1862, il ne restait que 101 Moriori, et le dernier Moriori non-métissé, Tommy Solomon, mourut en 1933. Les Moriori furent considérés comme un peuple éteint (bien qu'en réalité, il y ait toujours des Moriori aujourd'hui).
À la suite de cette conquête, la langue moriorie disparut très vite. D'après Clark Ross, les Moriori adoptèrent rapidement le maori de Nouvelle-Zélande (langue très proche de la leur), suivant le phénomène de substitution linguistique. Une pétition envoyée au gouverneur George Grey en 1862 a été rédigée en maori et en moriori, mais vers 1870 la langue n'était plus parlée que par quelques anciens, avant de disparaître totalement au début du vingtième siècle.
Le dernier locuteur parlant couramment le moriori fut Hirawanu Tapu, qui travailla avec Alexander Shand afin de recueillir des généalogies, légendes et traditions moriories auprès des anciens. Ce fut également lui qui rédigea la pétition de 131 pages adressée au gouverneur George Grey en 1862 au sujet des terres moriories expropriées par les envahisseurs maoris. Tapu mourut en 1898,.

### Revitalisation (années 2000)
La langue moriorie avait été suffisamment décrite et documentée pour permettre une revitalisation. Depuis les années 1980, les Moriori ont entamé une renaissance culturelle et des tentatives revitaliser leur langue ont été mises en place. La première étape, en 2001, a été l'établissement d'une liste de mots moriori. En 2008, le Te Keke Tura Moriori Identity Trust (fonds Te Keke Tura pour l'identité moriorie) a été créé. Doté d'un budget de plus de 6 millions de dollars australiens, il œuvre pour la renaissance culturelle des Moriori et la revitalisation de leur langue.
Le nom moriori pour les îles Chatham est Rēkohu.

## Classement
Le moriori est une langue polynésienne très proche du maori de Nouvelle-Zélande. Certains la décrivent comme un dialecte du maori, même si la différenciation linguistique entre les deux s'est faite très tôt.

## Lexique

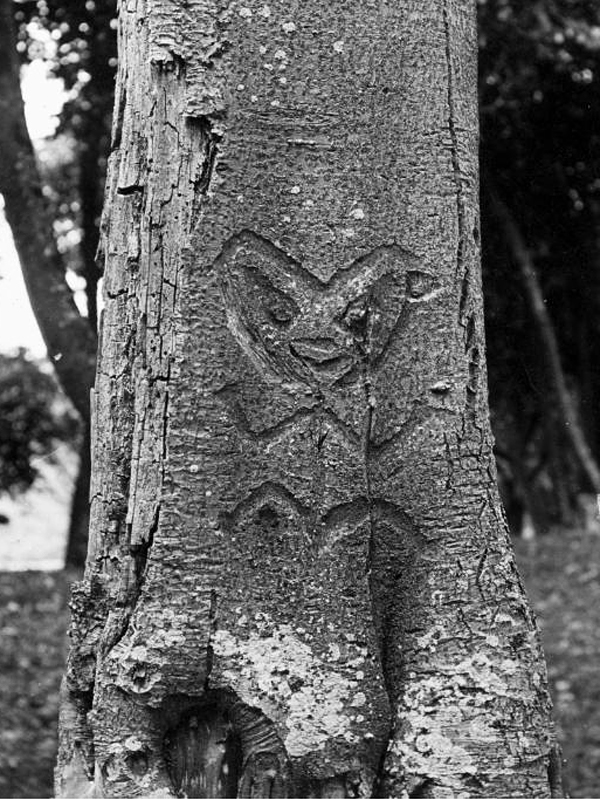
Une gravure sur arbre, appelée rākau momori en moriori (1900).

Voici une liste (non exhaustive) de mots moriori avec leur traduction (à partir de l'anglais). Le macron indique une voyelle longue.
| Moriori      | français                                                                                                |
| ------------ | --- |
| hokomenetai  | se rassembler ensemble en paix                                                                          |
| hokotehi     | unité                                                                                                   |
| kaitiaki     | gardien                                                                                                 |
| manaakitanga | hospitalité                                                                                             |
| kōpi         | karaka (Laurier de Nouvelle-Zélande (en))                                                               |
| rākau momori | arbres kōpi contenant des gravures à même l'écorce, d'une grande importante culturelle pour les moriori |
| rongo        | paix ; écouter ; chanson                                                                                |
| tapu         | sacré                                                                                                   |
| re           | langue                                                                                                  |
| tchakat henu | « les gens de la terre », habitants indigènes (l'équivalent en maori est tangata whenua)                |

### Chiffres
Voici les chiffres en moriori.
| moriori              | français | anglais     |     |
| -------------------- | -------- | ----------- | --- |
| tehi                 | un       | one         | 1   |
| teru                 | deux     | two         | 2   |
| toru                 | trois    | three       | 3   |
| tewha                | quatre   | four        | 4   |
| terima               | cinq     | five        | 5   |
| teono                | six      | six         | 6   |
| tewhitu              | sept     | seven       | 7   |
| tewaru               | huit     | eight       | 8   |
| teiwa                | neuf     | nine        | 9   |
| meangauru (tearauru) | dix      | ten         | 10  |
| tahi te rau          | cent     | one hundred | 100 |